# 브루클린 브루어리
브루클린 브루어리(영어: Brooklyn Brewery)는 미국 브루클린에 소재한 맥주회사이다.

## 유통
2016년 12월 30일부터 칼스버그 그룹은 유럽, 영국, 홍콩에 맥주를 유통하기로 브루클린 브루어리와 계약을 체결했다. 칼스버그는 리투아니아에 수제 맥주 양조장을 열고 허가를 받아 브루클린 라거(Brooklyn Lager)를 생산하고 있다. 브루클린 브루어리는 칼스버그 와의 합작 투자를 통해 런던 필즈 브루어리를 인수했다.